# Denis Alibec
Denis Alibec (Mangalia, 5 januari 1991) is een Roemeens voetballer. Hij staat onder contract bij Steaua Boekarest. In 2015 maakte Alibec zijn debuut in het Roemeens voetbalelftal, waarmee hij deelnam aan het EK 2016 in Frankrijk en het EK 2024 in Duitsland.

## Clubcarrière

### Jeugd
Alibec begon met voetballen bij FC Callatis Mangalia. Hij verbleef er vijf seizoenen alvorens op vijftienjarige leeftijd de overstap te maken naar Steaua Boekarest, waar hij uiteindelijk enkele maanden bleef.

### Farul Constanța
In 2006 stapte Alibec over naar FC Farul Constanța. Hij doorliep er twee jaar de jeugdreeksen. In 2008 debuteerde hij in het eerste elftal, maar kon hij niet voorkomen dat de club dat seizoen degradeerde.

### Internazionale
Alibec, die in eigen land jeugdinternational was, degradeerde niet mee. Hij tekende een contract bij Internazionale, maar kwam er door de concurrentie met onder meer Samuel Eto'o, Diego Milito en Giampaolo Pazzini amper aan spelen toe. De linksvoetige Roemeen maakte in november 2010 zijn debuut voor Inter in de verloren thuiswedstrijd tegen Chievo Verona. Alibec viel toen na 68 minuten in voor Jonathan Biabiany.

### KV Mechelen
In augustus 2011 verhuurde Inter de jonge aanvaller voor één seizoen aan KV Mechelen. Hier werd hij tijdens datzelfde seizoen ontslagen 'om dwingende reden' en teruggestuurd naar Inter.

## Statistieken
| Seizoen         | Club                 | Competitie         | Competitie | Competitie | Liga Beker | Liga Beker | Beker | Beker | Europa | Europa | Totaal | Totaal |
| Seizoen         | Club                 | Competitie         | Wed.       | Dlp.       | Wed.       | Dlp.       | Wed.  | Dlp.  | Wed.   | Dlp.   | Wed.   | Dlp.   |
| --------------- | -------------------- | ------------------ | ---------- | ---------- | ---------- | ---------- | ----- | ----- | ------ | ------ | ------ | ------ |
| 2008/09         | FC Farul Constanța   | Liga 1             | 18         | 2          | 0          | 0          | 0     | 0     | nvt    | nvt    | 18     | 2      |
| 2009/10         | Internazionale       | Serie A            | 2          | 0          | nvt        | nvt        | 0     | 0     | 0      | 0      | 2      | 0      |
| 2010/11         | Internazionale       | Serie A            | 0          | 0          | nvt        | nvt        | 0     | 0     | 0      | 0      | 0      | 0      |
| 2011/12         | → KV Mechelen        | Jupiler Pro League | 11         | 0          | nvt        | nvt        | 1     | 0     | nvt    | nvt    | 12     | 0      |
| 2012/13         | → Viitorul Constanţa | Liga 1             | 23         | 5          | 0          | 0          | 0     | 0     | nvt    | nvt    | 23     | 5      |
| 2013/14         | → Bologna FC         | Serie A            | 1          | 0          | nvt        | nvt        | 2     | 0     | nvt    | nvt    | 3      | 0      |
| 2013/14         | Astra Giurgiu        | Liga 1             | 9          | 5          | 0          | 0          | 2     | 0     | nvt    | nvt    | 11     | 5      |
| 2014/15         | Astra Giurgiu        | Liga 1             | 16         | 8          | 2          | 2          | 0     | 0     | nvt    | nvt    | 18     | 10     |
| 2015/16         | Astra Giurgiu        | Liga 1             | 26         | 16         | 2          | 2          | 2     | 1     | 3      | 1      | 33     | 20     |
| 2016/17         | Astra Giurgiu        | Liga 1             | 13         | 3          | 1          | 1          | 1     | 0     | 7      | 3      | 22     | 7      |
| 2016/17         | Steaua Boekarest     | Liga 1             | 14         | 8          | 1          | 1          | 1     | 0     | nvt    | nvt    | 16     | 9      |
| 2017/18         | Steaua Boekarest     | Liga 1             | 20         | 1          | 0          | 0          | 0     | 0     | 7      | 2      | 27     | 3      |
| 2018/19         | Astra Giurgiu        | Liga 1             | 26         | 5          | 0          | 0          | 4     | 2     | 0      | 0      | 30     | 7      |
| 2019/20         | Astra Giurgiu        | Liga 1             | 25         | 14         | 0          | 0          | 1     | 0     | 0      | 0      | 26     | 14     |
| 2020/21         | Astra Giurgiu        | Liga 1             | 5          | 1          | 0          | 0          | 0     | 0     | 0      | 0      | 5      | 1      |
| 2020/21         | Kayserispor          | Süper Lig          | 15         | 2          | 0          | 0          | 2     | 1     | nvt    | nvt    | 17     | 3      |
| 2021/22         | → CFR Cluj           | Liga 1             | 12         | 2          | 0          | 0          | 0     | 0     | 9      | 1      | 21     | 3      |
| 2021/22         | → Atromitos FC       | Super League       | 13         | 2          | 0          | 0          | 0     | 0     | 0      | 0      | 13     | 2      |
| 2022/23         | FCV Farul Constanța  | Liga 1             | 31         | 14         | 0          | 0          | 0     | 0     | nvt    | nvt    | 31     | 14     |
| 2023/24         | FCV Farul Constanța  | Liga 1             | 0          | 0          | 0          | 0          | 0     | 0     | 5      | 3      | 5      | 3      |
| 2023/24         | → Muaither SC        | Qatar Stars League | 21         | 5          | 0          | 0          | 0     | 0     | nvt    | nvt    | 21     | 5      |
| 2024/25         | FCV Farul Constanța  | Liga 1             | 14         | 5          | 0          | 0          | 2     | 0     | nvt    | nvt    | 16     | 5      |
| Carrière totaal | Carrière totaal      | Carrière totaal    | 316        | 98         | 6          | 6          | 18    | 4     | 31     | 10     | 370    | 118    |

## Interlandcarrière
Alibec maakte op 11 oktober 2015 zijn debuut voor het eerste elftal van Roemenië, in het met 0–3 gewonnen EK-kwalificatieduel tegen de Faeröer. Op 29 mei 2016 maakte hij zijn eerste interlanddoelpunt in de oefenwedstrijd tegen Oekraïne (3–4 nederlaag). Hij speelde twee wedstrijden mee op het EK 2016 in Duitsland. Roemenië werd in de groepsfase uitgeschakeld. Alibec werd op 7 juni 2024 door bondscoach Edward Iordănescu opgenomen in de Roemeense selectie voor het EK 2024 in Duitsland. Roemenië werd groepswinnaar van een groep met Oekraïne, België en Slowakije, waarna het in de achtste finales werd uitgeschakeld met een 0–3 nederlaag tegen Nederland. Alibec kwam op het toernooi in actie tegen België en Nederland.

## Erelijst

### Club

#### MetInternazionale
| Internationaal                         |    |      |
| Wereldkampioenschap voetbal voor clubs | 1× | 2010 |
| Nationaal                              |    |      |
| Supercoppa Italiana                    | 1× | 2010 |

#### MetAstra Giurgiu
| Nationaal          |    |         |
| Kampioen Liga 1    | 1× | 2015/16 |
| Beker van Roemenië | 1× | 2013/14 |
| Roemeense supercup | 1× | 2014    |

### Individueel
| Seizoen/Jaar | Prijs                            | Club          |
| ------------ | -------------------------------- | ------------- |
| 2016         | Roemeens voetballer van het jaar | Astra Giurgiu |